# 椎谷尤一
椎谷 尤一（しいや ゆういち、1945年5月12日 - ）は、日本の造園系官僚。大分県出身。

## 来歴
2000年代には、日本緑化センター専務理事、道路緑化保全協会理事、都市緑化技術開発機構専務理事といった役職に就いていた。
2007年に、第29回日本公園緑地協会北村賞を受賞した。
著書に『環境都市計画事典』（丸田順一編、朝倉書店、2005年。共同執筆者の一人）がある。